# Stade des Arbères
Stade des Arbères – stadion piłkarski w Meyrin niedaleko Genewy, w Szwajcarii. Został oddany do użytku pod koniec maja 2008 roku. Może pomieścić 2800 widzów. Swoje spotkania rozgrywają na nim piłkarze klubu Meyrin FC. Stadion wybudowano tuż obok Stade du Bois-Carré, na którym przed otwarciem nowego obiektu występował Meyrin FC. 3 czerwca 2014 roku na Stade des Arbères rozegrano mecz towarzyski pomiędzy reprezentacjami Zjednoczonych Emiratów Arabskich i Gruzji (1:0).